# باربرا إيفيلين بيلي
باربرا إيفيلين بيلي (بالإنجليزية: Barbara Bailey)‏ هي مؤلفة وكاتِبة جامايكية، ولدت في 14 مارس 1942 في كينغستون في جامايكا.